# 空はどこにでも
『空はどこにでも』（原題:The Sky Is Everywhere）は2022年に配信されたアメリカ合衆国の青春映画である。監督はジョセフィン・デッカー、主演はグレイス・カウフマンが務めた。本作はジャンディ・ネルソンが2010年に発表した小説『The Sky Is Everywhere』を原作としている。

## 概略
17歳のレニー・ウォーカーは音楽の才能を有していたが、愛する姉（ベイリー）が突然この世を去ってからというもの、創造性を十分に発揮することができなくなっていた。ベイリーの死から立ち直れずにいたのは、彼女の恋人、トビーもまた同じであり、同じ問題に向き合う中で、2人はお互いに惹かれ合っていった。その頃、レニーが通う高校に転校生（ジョー）が新しく入ってきた。レニーは音楽好きのジョーとあっという間に打ち解けた。ジョーと一緒に過ごしている間、レニーは悲しみや孤独を忘れることができたのである。こうして、レニーはトビーとジョーの間で板挟みになっていく。
本作はレニーが愛する者の死という辛い現実を受け止め、他者との交流の中でその悲しみを乗り越えていく姿を描き出す。

## キャスト
※括弧内は日本語吹替。
- レニー・ウォーカー：グレイス・カウフマン（上田麗奈）
- ビッグ・ウォーカー：ジェイソン・シーゲル（山野井仁）
- グラム・ウォーカー：チェリー・ジョーンズ
- ジョー・フォンティン：ジャック・コリモン（石谷春貴）
- サラ：ユ・ジヨン
- トビー：ピコ・アレクサンダー（井上優）
- レイチェル：ジュリア・シュレプファー
- ベイリー・ウォーカー：ハヴァナ・ローズ・リュー

## 製作
2015年8月27日、ワーナー・ブラザース映画がジャンディ・ネルソンの小説『The Sky Is Everywhere』の映画化権を購入したとの報道があった。2019年10月、A24とApple TV+が本作を共同で製作することになり、ジョセフィン・デッカーが監督に起用された。2020年7月20日、熾烈なオーディションを勝ち抜いたグレイス・カウフマンが本作の主演に抜擢されると報じられた。9月、チェリー・ジョーンズとジェイソン・シーゲルの出演が決まった。10月30日、ジャック・コリモンの起用が発表された。2021年1月、ユ・ジヨンがキャスト入りした。

### 撮影・音楽
本作の主要撮影は2020年10月にカリフォルニア州のユーレカで始まり、同年11月23日に終了した。2022年1月11日、キャロライン・ショウが本作で使用される楽曲を手掛けるとの報道があった。

## マーケティング
2022年1月10日、本作の劇中写真が初めて公開された。21日、本作のオフィシャル・トレイラーが公開された。

## 評価
本作は批評家から好意的に評価されている。映画批評集積サイトのRotten Tomatoesには32件のレビューがあり、批評家支持率は66%、平均点は10点満点で6.3点となっている。また、Metacriticには16件のレビューがあり、加重平均値は65/100となっている。
インディワイアーのケイト・アーブランドは本作にB+評価を下し、「親しい者の死というテーマを扱った青春映画は最早時代遅れかもしれない。だが、ジョセフィン・デッカー監督の『空はどこにでも』を鑑賞すれば、何故喪失の問題が時代遅れなどではないかが分かる。そんな作品がやっと出てきたのだ」と述べている。